# Alopecosa nemurensis
Alopecosa nemurensis là một loài nhện trong họ Lycosidae.
Loài này thuộc chi Alopecosa. Alopecosa nemurensis được Embrik Strand miêu tả năm 1907.